# Saponara
Saponara est une commune italienne de la province de Messine, dans la région Sicile.

## Administration
| Période                                  | Période  | Identité          | Étiquette | Qualité |
| ---------------------------------------- | -------- | ----------------- | --------- | ------- |
| 28 mai 2002                              | En cours | Salvatore Curreri |           |         |
| Les données manquantes sont à compléter. |          |                   |           |         |

### Hameaux
San Pietro, Scarcelli, Cavaliere, Saponara Marittima

### Communes limitrophes
Messine, Rometta, Villafranca Tirrena

### Démographie
Habitants recensés